# Magnoald
Magnoald fut le premier diacre d’Arbon, et le deuxième abbé de Saint-Gall. 

## Éléments biographiques
Selon la tradition locale, il était un compagnon de saint Gall et après sa mort en 640/650 son successeur en tant que chef de la communauté monastique de Saint-Gall. La Vita sancti Galli vetustissima lui attribue une signification particulière dans la mesure où on raconte que Gall lui aurait envoyé une vision à Bobbio afin de recueillir des renseignements sur son ancien compagnon professeur Colomban. C’est aussi lui qui aurait apporté une lettre de Colomban à Gall. Magnoald peut être rapproché de saint Magne de Füssen. 

## Littérature
- Max Schär: Gallus. Der Heilige in seiner Zeit. Schwabe Verlag, Basel 2001, S. 401–405.